# Reggenza di Pringsewu
La reggenza di Pringsewu (in indonesiano: Kabupaten Pringsewu) è una reggenza dell'Indonesia, situata nella provincia di Lampung.